# Oceania Sevens 2014
El Oceania Sevens de 2014 fue la séptima edición del torneo de rugby 7 masculino de Oceanía.
Se disputó del 4 al 5 de octubre en Noosa, Australia.

## Fase de grupos

### Grupo A
| Equipo             | Encuentros | Encuentros | Encuentros | Encuentros | Tantos  | Tantos    | Tantos     | Puntos |
| Equipo             | jugados    | ganados    | empatados  | perdidos   | a favor | en contra | diferencia | Puntos |
| ------------------ | ---------- | ---------- | ---------- | ---------- | ------- | --------- | ---------- | ------ |
| Nueva Zelanda      | 3          | 3          | 0          | 0          | 125     | 12        | 113        | 9      |
| Samoa Americana    | 3          | 1          | 1          | 1          | 32      | 42        | –10        | 6      |
| Papúa Nueva Guinea | 3          | 1          | 1          | 1          | 45      | 65        | –20        | 6      |
| Niue               | 3          | 0          | 0          | 3          | 22      | 105       | –83        | 3      |

### Grupo B
| Equipo        | Encuentros | Encuentros | Encuentros | Encuentros | Tantos  | Tantos    | Tantos     | Puntos |
| Equipo        | jugados    | ganados    | empatados  | perdidos   | a favor | en contra | diferencia | Puntos |
| ------------- | ---------- | ---------- | ---------- | ---------- | ------- | --------- | ---------- | ------ |
| Fiyi          | 3          | 3          | 0          | 0          | 134     | 0         | +134       | 9      |
| Islas Cook    | 3          | 2          | 0          | 1          | 47      | 44        | +3         | 7      |
| Islas Salomón | 3          | 1          | 0          | 2          | 31      | 64        | –33        | 5      |
| Tahití        | 3          | 0          | 0          | 3          | 12      | 116       | –104       | 3      |

### Grupo C
| Equipo          | Encuentros | Encuentros | Encuentros | Encuentros | Tantos  | Tantos    | Tantos     | Puntos |
| Equipo          | jugados    | ganados    | empatados  | perdidos   | a favor | en contra | diferencia | Puntos |
| --------------- | ---------- | ---------- | ---------- | ---------- | ------- | --------- | ---------- | ------ |
| Australia       | 3          | 3          | 0          | 0          | 87      | 19        | +68        | 9      |
| Samoa           | 3          | 2          | 0          | 1          | 81      | 40        | +41        | 7      |
| Tonga           | 3          | 1          | 0          | 2          | 31      | 62        | -31        | 5      |
| Nueva Caledonia | 3          | 0          | 0          | 3          | 26      | 104       | -78        | 3      |

### Etapa eliminatoria

#### Copa de oro
|  | Cuartos de final   | Cuartos de final   | Cuartos de final |               |           | Semifinales | Semifinales | Semifinales |           |              | Copa         | Copa         | Copa |  |
|  |                    |                    |                  |               |           |             |             |             |           |              |              |              |      |  |
|  |                    |                    |                  |               |           |             |             |             |           |              |              |              |      |  |
|  | Fiyi               | Fiyi               | 49               |               |           |             |             |             |           |              |              |              |      |  |
|  | Fiyi               | Fiyi               | 49               |               |           |             |             |             |           |              |              |              |      |  |
|  | Tonga              | Tonga              | 7                |               |           |             |             |             |           |              |              |              |      |  |
|  | Tonga              | Tonga              | 7                |               | Fiyi      | Fiyi        | 24          |             |           |              |              |              |      |  |
|  |                    |                    |                  |               | Fiyi      | Fiyi        | 24          |             |           |              |              |              |      |  |
|  |                    |                    | Samoa            | Samoa         | 12        |             |             |             |           |              |              |              |      |  |
|  | Samoa              | Samoa              | Samoa            | Samoa         | 12        | 31          |             |             |           |              |              |              |      |  |
|  | Samoa              | Samoa              |                  |               |           |             |             |             |           |              |              |              |      |  |
|  | Islas Cook         | Islas Cook         | 7                |               |           |             |             |             |           |              |              |              |      |  |
|  | Islas Cook         | Islas Cook         | 7                |               |           |             |             |             |           | Fiyi         | Fiyi         | 21           |      |  |
|  |                    |                    |                  |               |           |             |             |             |           | Fiyi         | Fiyi         | 21           |      |  |
|  |                    |                    | Nueva Zelanda    | Nueva Zelanda | 5         |             |             |             |           |              |              |              |      |  |
|  | Australia          | Australia          | Nueva Zelanda    | Nueva Zelanda | 5         | 59          |             |             |           |              |              |              |      |  |
|  | Australia          | Australia          |                  |               |           |             |             |             |           |              |              |              |      |  |
|  | Samoa Americana    | Samoa Americana    | 0                |               |           |             |             |             |           |              |              |              |      |  |
|  | Samoa Americana    | Samoa Americana    | 0                |               | Australia | Australia   | 14          |             |           | Tercer lugar | Tercer lugar | Tercer lugar |      |  |
|  |                    |                    |                  |               | Australia | Australia   | 14          |             |           | Tercer lugar | Tercer lugar | Tercer lugar |      |  |
|  |                    |                    | Nueva Zelanda    | Nueva Zelanda | 19        |             |             |             |           |              |              |              |      |  |
|  | Nueva Zelanda      | Nueva Zelanda      | Nueva Zelanda    | Nueva Zelanda | 19        | 54          |             |             | Australia | Australia    | 7            |              |      |  |
|  | Nueva Zelanda      | Nueva Zelanda      |                  |               |           |             |             |             | Australia | Australia    | 7            |              |      |  |
|  | Papúa Nueva Guinea | Papúa Nueva Guinea | 0                |               |           |             |             |             |           |              | Samoa        | Samoa        | 33   |  |
|  | Papúa Nueva Guinea | Papúa Nueva Guinea | 0                |               |           |             |             |             |           |              | Samoa        | Samoa        | 33   |  |
|  |                    |                    |                  |               |           |             |             |             |           |              |              |              |      |  |

| Bandera de Fiyi |
| Campeón Fiyi    |
| 1.er título     |